# Régime concordataire français
 Voir le traité sur Wikisource
Constitution civile du clergé Loi de 1905
Concordat en Alsace-Moselle
Le régime concordataire français (ou Concordat) est un ensemble de dispositions organisant les relations entre différentes religions et l’État en France, à la suite du traité de concordat conclu en 1801 par le gouvernement de Napoléon Bonaparte et le pape Pie VII.
Ce régime a été en vigueur entre 1802 (loi du 8 avril) et 1905 (vote le 9 décembre de la loi de séparation des Églises et de l'État). Il subsiste cependant encore aujourd'hui en Alsace-Moselle, la loi de séparation n'y ayant pas été appliquée lors du retour de celle-ci à la France en 1919 ; on en trouve aussi des éléments dans certains territoires d'Outre-Mer.
Le régime concordataire est institué sous le Consulat par la loi du 18 germinal an X (8 avril 1802), relative à l'organisation des cultes, qui met en application le traité de concordat signé à Paris le 26 messidor an IX (15 juillet 1801), mais qui y ajoute des clauses jamais reconnues par le Saint-Siège, à savoir :
- des articles organiques concernant le culte catholique,
- des articles organiques étendant le régime concordataire à deux cultes protestants : réformés (calvinistes), d'une part, et luthériens (dits de la confession d'Augsbourg) d'autre part.

Sous l'Empire, un décret du 17 mars 1808 étend le régime concordataire au culte israélite (juif).
Ce régime a aussi été appliqué en Algérie française, où il a été introduit :
- pour le culte catholique, par la bulle du 9 août 1838 (création du diocèse d'Alger) ;
- pour les deux cultes protestants, par l'ordonnance du 31 octobre 1839 ;
- pour le culte israélite, par l'ordonnance du 9 novembre 1845.

## Contexte

### La politique religieuse durant la Révolution
La Révolution française a mis fin aux privilèges dont jouissaient l'Église et le clergé catholique sous l'Ancien Régime. La nationalisation des biens du clergé a cependant sa contrepartie dans la Constitution civile du clergé, qui garantit la rémunération d'un certain nombre de prêtres. Mais l'opposition du pape Pie VI à cette loi et la question du serment civique ont pour conséquence la scission entre une Église « constitutionnelle » (les « prêtres jureurs ») et une Église « réfractaire » (au serment). Les prêtres réfractaires sont très vite assimilés par les révolutionnaires aux contre-révolutionnaires royalistes et sont victimes de persécutions diverses, puis, à la suite de l'avènement de la République (septembre 1792), d'une politique anticléricale et d'un mouvement de déchristianisation. Quant à l'Église constitutionnelle, elle périclite dès lors que la Convention décide de ne rémunérer aucun culte (décret du 21 février 1795).

### La condition du clergé catholique sous la Révolution
Avec la Constitution civile du clergé de 1790, les ecclésiastiques français doivent prêter un serment de fidélité à la Constitution. Le pape Pie VI condamne en avril 1791 ce serment qui fait des prêtres des quasi-fonctionnaires.
Une autre conséquence de la Constitution du clergé est l’élection des évêques par les électeurs du diocèse (le département), en remplacement du mode antérieur de nomination par le pouvoir royal avec confirmation par le pape. Mais ce système d'élection directe par le corps électoral départemental s'est révélé inopérant. En 1795 la moitié des évêchés sont sans titulaire en activité. Le concile de 1797 a retenu un système à deux tours, les fidèles choisissant entre trois candidats proposés par les prêtres.
Depuis la Révolution française, il y a donc un clergé d’Ancien Régime, dont souvent les évêques étaient en exil à l’étranger, et un clergé constitutionnel, remobilisé par le groupe des « Évêques réunis à Paris » : Grégoire, Royer, Desbois et Saurine.

### Les objectifs religieux de Bonaparte, Premier Consul
Au lendemain du coup d'État du 18 Brumaire (9 novembre 1799), le règlement de la question religieuse qui a envenimé toute la décennie est une priorité pour Napoléon Bonaparte. Il estime que la religion est nécessaire à la stabilité de l'État, mais il est aussi partisan du pluralisme religieux. Talleyrand, alors ministre des Relations extérieures, mais également évêque constitutionnel (suspendu et excommunié par le pape), est au centre des négociations. Il s'efforce activement de travailler à la réconciliation de la République désormais stabilisée avec le pape.

## Le concordat de 1801 avec l'Église catholique

### Le traité de concordat

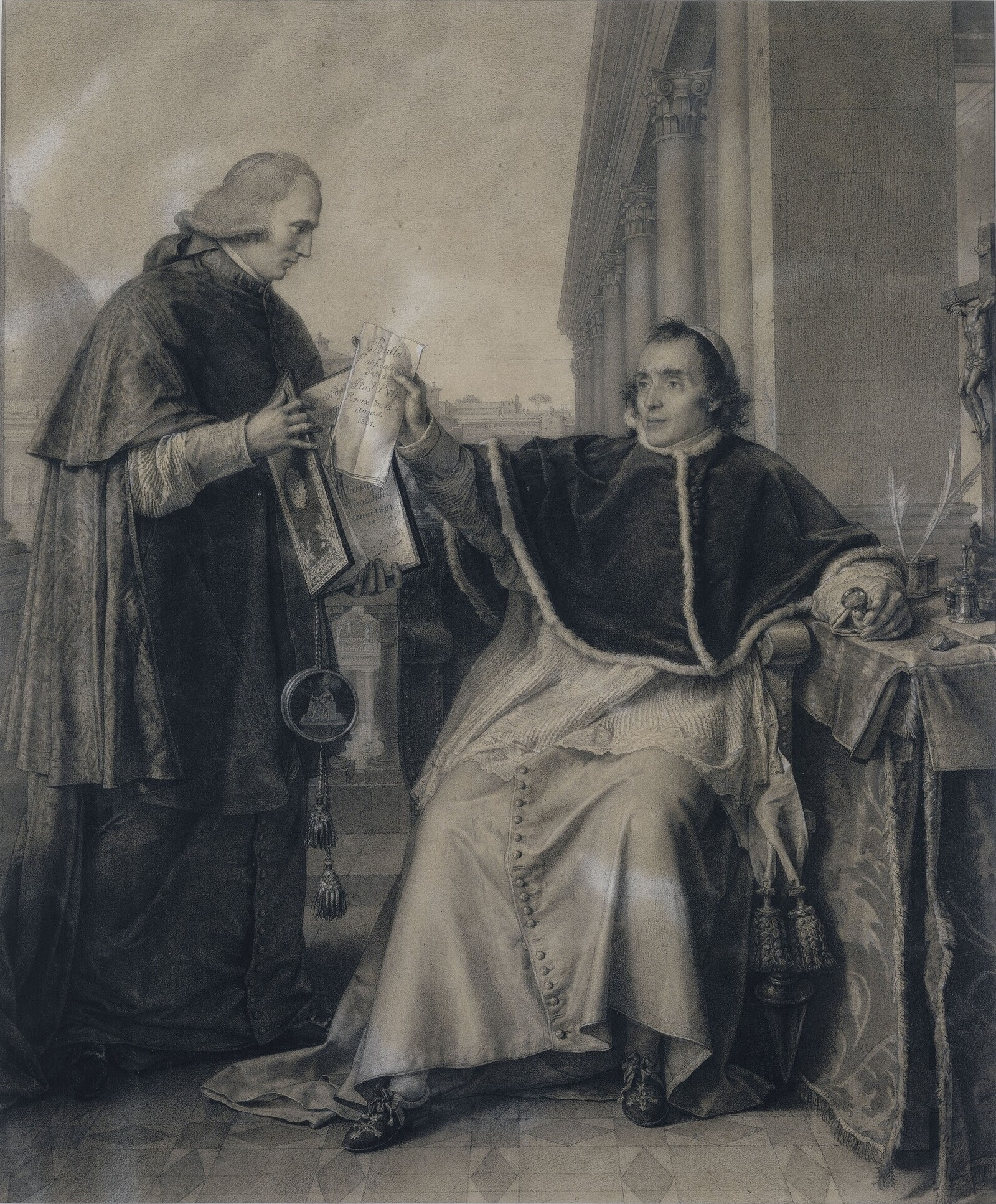
Signature du Concordat entre la France et le Saint-Siège, par le pape Pie VII ou Le cardinal Consalvi recevant du Pape la ratification du Concordat, le 15 août 1801, musée de l'Histoire de France (Versailles).

Le traité de concordat est signé le 26 messidor an IX (15 juillet 1801) à minuit par Joseph Bonaparte, frère du Premier consul, l’abbé Bernier (négociateur de la France auprès du pape), l’administrateur Emmanuel Crétet et le représentant du pape Pie VII, le cardinal Consalvi, secrétaire d'État.
Le document est alors envoyé au pape, qui le ratifie un mois plus tard, par la bulle Ecclesia Christi (15 août 1801).

### Contenu du traité
Le Concordat est un compromis bref (seulement 39 articles), parfois très vague.
L'article premier indique que « la religion catholique, apostolique et romaine sera librement exercée en France ».
Archevêques et évêques sont nommés par le Gouvernement, mais reçoivent l’institution canonique du pape. Le texte dispose en outre qu’il « sera fait par le Saint-Siège, de concert avec le Gouvernement, une nouvelle circonscription des diocèses français ». Les édifices de culte non aliénés sont affectés « à la disposition des évêques ». Ceci concerne « grosso modo 40 000 églises et chapelles paroissiales 30 000  presbytères, des évêchés, des grands et des petits séminaires ». Les cathédrales sont propriétés d'État (tout au moins celles qui constituaient encore des sièges épiscopaux). En 1808, la jurisprudence du Conseil d'État tranche en faveur de la propriété communale des églises affectées au culte paroissial.

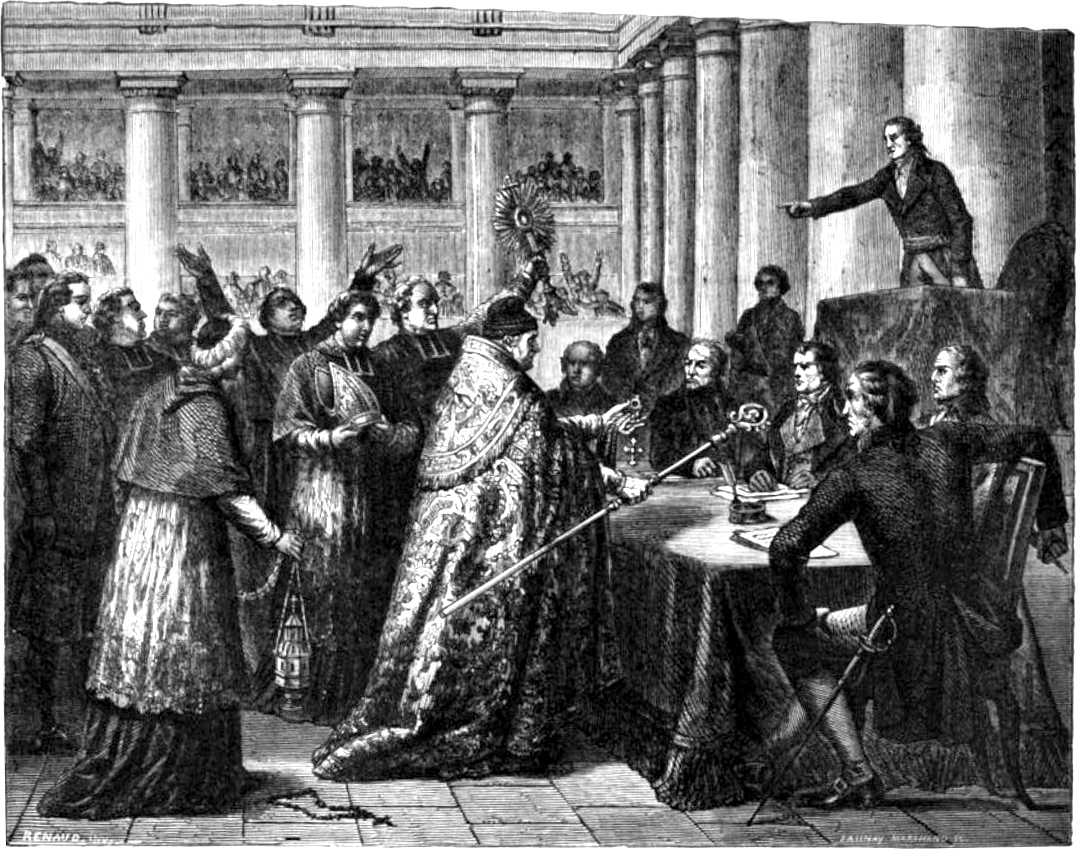
Les évêques français prêtant le serment civil exigé par le Concordat.

En échange de l’abandon des biens ecclésiastiques vendus depuis 1790, le « Gouvernement assurera un traitement convenable aux évêques et aux curés » (article 14).
Plusieurs dispositions témoignent de la subordination de l’Église à l’État. Évêques et prêtres doivent prêter serment de fidélité au Gouvernement (article 6 et 7) et doivent faire réciter à la fin de l’office le Domine salvam fac Rem publicam, de même que, sous l'Ancien Régime, on chantait le Domine, salvum fac regem.

### La réorganisation de l'épiscopat

La réorganisation de la géographie religieuse : la France est divisée en 59 diocèses et 10 provinces ecclésiastiques.

L’exigence du Premier consul de composer à sa guise le corps épiscopal l’oblige à faire céder à la fois les évêques réfractaires en exil et les évêques constitutionnels en place.
Le 15 août 1801, le pape Pie VII promulgue deux brefs qui doivent permettre cette réorganisation : le bref Tam multa exige la démission des évêques institués par Rome et le bref Post multos labores demande celle des évêques élus. Cette intervention directe de l’autorité pontificale constitue un acte de haute importance puisqu’elle réintroduit la papauté en tant que source de l’institution canonique, ce qui met fin aux principes de l’Église gallicane.
Sur 97 évêques réfractaires encore en vie en 1801, 45 refusent d’adresser leur démission au pape. Mgr Thémines donne ainsi naissance à la Petite Église.

### Problèmes d'application du traité
Lors de sa ratification par la France en 1802, des articles organiques sont unilatéralement ajoutés au texte final du Concordat de 1801. Ces articles organiques n'ont jamais été reconnus par le Saint-Siège.
La reconstruction concordataire n’est que partielle : elle ne concerne pas le clergé régulier, ce qui n’empêchera pas son développement – en particulier les congrégations féminines qui connaissent un extraordinaire essor. L’ouverture des facultés de théologie catholique au sein de l’Université impériale fondée en 1808 se solde par un échec, puisqu’elles ne sont pas reconnues par Rome et que les grades qu’elles confèrent ne bénéficient donc d’aucune valeur canonique.
Pendant tout le temps du régime concordataire (1801-1905), la nomination des évêques procède d’une négociation complexe entre les autorités civiles et les autorités religieuses. Les évêques sont nommés sur proposition du ministre chargé des Cultes, c'est-à-dire le plus souvent le ministre de l’Intérieur – choix dans lequel interviennent les recommandations d’hommes politiques et des évêques déjà en place – après l’accord préalable du nonce apostolique.
Cette pratique a été la source de nombreuses frictions à partir de la Troisième République – ce que Georges Clemenceau nomme le « discordat ». Néanmoins, certains républicains anticléricaux étaient attachés au maintien du Concordat qui permettait de contrôler l’exercice public de la religion.

### Le catholicisme «religion de la majorité des Français»
Alors que les envoyés du pape auraient voulu que le catholicisme soit désigné comme « religion d'État », Talleyrand gagne Bonaparte à ses vues et obtient que le catholicisme ne soit désigné que sous la forme de « religion de la majorité des citoyens ». Ainsi, le gouvernement n'a pas à se réclamer d'une obédience particulière. Cette position s'inscrit également dans la tradition du gallicanisme français et des articles de la Déclaration du clergé de 1682.
Le concordat de 1801 reconnaît cependant le catholicisme comme prépondérant (de facto) en France. Le préambule dit : « Le Gouvernement de la République française reconnaît que la religion catholique, apostolique et romaine, est la religion de la grande majorité des citoyens français ».
Cet énoncé sera confirmé par la Charte de Louis XVIII, en 1814 et par celle de Louis-Philippe en 1830.
Effectivement, sur 28 ou 29 millions de Français, seulement 600 000 sont protestants, et 40 000 juifs ; il y a sans doute un petit nombre d’athées, non enregistrés.

## L'extension du concordat aux religions minoritaires

### La reconnaissance des religions minoritaires
Par les articles organiques de 1802 (pour les protestants) et le décret de 1808 (pour les juifs), le régime concordataire s'applique également aux religions minoritaires. Il est même capable dans certains cas, comme à Nîmes, d’inverser le bénéfice du principe majoritaire.[pas clair]
Le temps ayant passé, on ne mesure plus très bien l'importance de cette reconnaissance officielle. À ce moment, il y a à peine quinze ans que les protestants, en dehors de l'Alsace et du comté de Montbéliard, ont un état-civil, et trente ans auparavant, on pouvait encore condamner à mort des pasteurs qui célébraient le culte.
La manière dont les consistoires protestants et juifs se mettent en place est un exemple de participation et, finalement, à la fois un signe et un gage d’intégration.

### L'organisation concordataire des cultes protestants

#### Églises réformés et luthériennes sous le Concordat
Les Articles organiques relatifs aux cultes protestants sont imposés unilatéralement par Bonaparte le 18 germinal an X, 8 avril 1802 —  c'est la « loi de germinal ». Les cultes réformés et luthériens sont organisés en Consistoires « par six mille âmes de la même communion » (article 16). Chaque Consistoire est dirigé par les pasteurs et six à douze laïcs appelés « Anciens », élus pour quatre ans. Les pasteurs sont salariés de l’État. 81 Églises consistoriales sont créées. À Paris, l'Église consistoriale du culte réformé siège au temple protestant de l'Oratoire du Louvre. La loi interdit la constitution d'une Église nationale — il n'y aura jamais de Consistoire national, contrairement au juifs.
Le 26 mars 1852, le nouveau président —  futur empereur Napoléon III — signe un décret-loi réorganisant les Églises protestantes. L’État reconnaît les Églises locales, les paroisses, dirigées par des conseils presbytéraux élus, avec quatre à sept membres laïcs. Ils sont élus pour six ans au suffrage universel masculin, sans condition de fortune. Les Consistoires départementaux, issus des conseils presbytéraux, coordonnent les paroisses et nomment les pasteurs.
Après le synode de 1882, les conseils presbytéraux deviennent pleinement autonomes dans le choix de leurs pasteurs, en fonction de la sensibilité théologique de leur paroisse, orthodoxe ou libérale. Des Églises protestantes indépendantes de l’État, autoproclamées « libres », s'organisent.
Après la loi de séparation des Églises et de l'État, le 9 décembre 1905 bien accueillie par les protestants, les paroisses sont indépendantes. Au niveau national, la Fédération protestante de France, association loi de 1901, est fondée en octobre 1905. L'Église évangélique luthérienne de France (association loi de 1905) dépose ses statuts l'année suivante. Mais il faut attendre 1938 pour que la plupart des Églises réformées s'unissent dans l'Église réformée de France. En 2013, ces deux Églises, issues des Églises concordataires et de la majorité des Églises libres, s'unissent dans l'Église protestante unie de France. Les consistoires continuent d'exister mais changent de sens et deviennent des structures non juridiques permettant la coopérations entre paroisses d'un même territoire.

#### Faculté de théologie protestante d’État sous le Concordat
Sous le Concordat, les pasteurs réformés sont formés à l'Université de Genève, ville alors sous autorité française depuis 1798, et au Séminaire de Lausanne. En 1808, la faculté de théologie protestante de Montauban et fondée par décret et le séminaire français de Lausanne est fermé. En 1919, son siège est transféré et elle devient la faculté de théologie protestante de Montpellier.
Les pasteurs luthériens sont formés au Séminaire protestant de Strasbourg à partir de 1803, puis à partir de 1819 à la Faculté de théologie protestante de Strasbourg. Après la signature du traité de Francfort, le 10 mai 1871, entraînant la perte de l'Alsace-Lorraine, la faculté est déplacée à Paris et entraîne la création de la Faculté de théologie protestante de Paris, luthéro-réformée. Les bâtiments du boulevard Arago sont inaugurés le 7 novembre 1879 par le ministre de l'Instruction publique Jules Ferry.

### L'organisation concordataire du culte israélite
En ce qui concerne les juifs, voici la manière dont le Concordat est mis en place :
1. Il y a d’abord un dialogue, marqué par une participation plutôt positive des juifs à la création des consistoires : des délégués (une centaine pour tout le pays) sont nommés par les préfets. Ils réfléchissent à la manière de concilier les préceptes religieux juifs avec les exigences légales du nouveau code civil ;
2. En 1807, un « Grand Sanhédrin » se réunit à Paris pendant un mois et en tire les conclusions pour la loi juive ;
3. En 1808, deux décrets organisent les consistoires locaux sur le modèle du protestantisme. Au niveau national, le Consistoire central israélite de France coordonne les consistoire locaux et nomme le Grand-rabbin de France.

Mais contrairement aux pasteurs, les rabbins ne sont pas rémunérés par l’État lors de la signature du Concordat. Il faudra pour cela attendre 1830.
Ce régime concordataire connaît des débuts chaotiques : en 1808, un troisième décret (le « décret infâme ») limite la circulation et le droit de commercer pour les juifs. Très vite, pourtant, y compris sous la Restauration, les communautés juives s’intègrent, comme c'est le cas, par exemple, pour le ministre Adolphe Crémieux.
Finalement, ce nouveau régime juridique va favoriser un doublement de la population juive française en 80 ans[réf. nécessaire], surtout par immigration, les pays voisins à l’est étant loin de montrer la même tolérance.

## Le régime concordataire aujourd'hui: les régimes particuliers

### Le cas de l'Alsace-Moselle
En Alsace et en Moselle le régime concordataire est toujours en vigueur : un avis du Conseil d’État du 24 janvier 1925 déclare que la loi du 18 germinal an X est toujours en vigueur.
En effet, la loi de séparation des Églises et de l'État de 1905, mettant fin au concordat de 1801, a été votée alors que ces régions étaient rattachées à l’Allemagne (à la suite du traité de Francfort de mai 1871).
Concrètement, la loi de séparation de 1905 n’est pas appliquée en Alsace-Moselle et les quatre cultes catholique, luthérien, réformé et juif y bénéficient d’un statut officiel. Prêtres et laïcs en mission, pasteurs et rabbins y sont rémunérés par l’État. Les évêques de Strasbourg et Metz sont nommés par le chef de l’État. De fait, l’Élysée suit désormais le souhait du Saint-Siège. Le président de l'Union des Églises protestantes d'Alsace et de Lorraine (UEPAL), dont le nom est proposé par un vote du consistoire supérieur de cette Église, est lui aussi nommé par l’État. Les membres laïques élus des consistoires israélites des trois départements doivent avoir l’agrément du Premier ministre.

### La Guyane
Une ordonnance royale de Charles X, prise en 1828, reste d'actualité. La Guyane française bénéficie effectivement d'un régime particulier : le clergé catholique, et lui seul, est salarié par le conseil départemental. Ainsi, 27 prêtres étaient rémunérés par un budget de 800 000 € en 2004, 29 en 2019.
En effet, en 1911, lors de l’extension de la loi de 1905 aux Antilles et à la Réunion, une partie de la classe politique guyanaise s’est opposée à toute modification. La Commission coloniale émettait alors un avis négatif, bien qu’elle ne fût pas compétente en la matière.
Depuis, la question a été évoquée plusieurs fois, en particulier :
- En 1970, lors de la création d’un poste de pasteur protestant à Kourou.
- Lors de la désignation d’un imam musulman en Guyane.

En mai 2014, le conseil général de Guyane a notifié à l'évêque de Cayenne sa décision de ne plus payer les prêtres du diocèse à compter du 1er mai 2014. L'évêque a contesté la décision devant le tribunal administratif qui a ordonné au conseil général de reprendre l’exécution des paiements. Face au refus du conseil général de Guyane d'exécuter la décision de justice, début septembre 2014, le préfet de Guyane a ordonné le mandatement d'office des salaires des prêtres[réf. nécessaire]. Dans une décision du 2 juin 2017, le Conseil constitutionnel a jugé que la rémunération des ministres du culte par la collectivité territoriale de Guyane était conforme à la Constitution.
Le Gran Man, chef religieux des Alukus, est rémunéré par le conseil général de la Guyane, non en tant que chef religieux, mais du fait de son statut de capitaine de village[réf. nécessaire].

### Mayotte
Les cadis, juges religieux musulmans, sont rémunérés par l'État. Il y existe un statut personnel dérogatoire au code civil et à la laïcité.

### Les collectivités d'outre-mer
Dans les collectivités d’outre-mer (Wallis-et-Futuna, Saint-Pierre-et-Miquelon, Polynésie française, Nouvelle-Calédonie), le régime des cultes a été organisé à la veille de la Seconde Guerre mondiale, par les décrets-lois du 16 janvier et du 6 décembre 1939, dits décrets Mandel. Le financement public des cultes, direct, y représente un montant d’environ 19 millions d’euros.

### La contestation des régimes particuliers depuis 1905
Le statut particulier de l'Alsace et de la Moselle et des autres régions encore concernées par le régime concordataire français a été contesté à plusieurs reprises.
Cela a été le cas notamment en 1924 par le Cartel des gauches, mais les Alsaciens et Mosellans se sont alors mobilisés pour le conserver.
Les partis de gauche avaient inscrit l’abolition du régime particulier de l'Alsace-Lorraine dans leur programme jusque dans les années 1970, mais y ont renoncé ensuite.
En 2006, le député de Moselle François Grosdidier soumet une proposition de loi qui vise à le maintenir tout en y intégrant le culte musulman.
La demande de son abolition refait surface en 2011, quand Marie-Agnès Labarre, sénatrice du Parti de gauche, revient sur le sujet en marge du débat sur la laïcité mis en place par l'UMP.
François Hollande, candidat socialiste à l'élection présidentielle française de 2012, annonce pendant sa campagne qu'il souhaiterait inscrire la séparation entre les Églises et l'État dans la constitution, ce qui remettrait sans doute en cause les régimes concordataires. Cependant, en 2013, son ministre de l'Intérieur et des Cultes, Manuel Valls, serait intervenu lors de la nomination au siège de Metz, de Mgr Jean-Pierre Batut, jugé trop traditionaliste, qu'il aurait alors fait remplacer par Mgr Jean-Christophe Lagleize. Répondant en mars 2014 à une demande d'un député de l'opposition, le ministre de l'Intérieur, indique que « depuis le rétablissement des relations diplomatiques entre la France et le Saint-Siège en 1921, le Gouvernement français ne s'est jamais opposé à la nomination d'un évêque ou d'un archevêque d'Alsace ou de Moselle pressenti par le Pape ».